# Герберт Вест - реаніматор
Герберт Вест-реаніматор (англ. Herbert West–Reanimator) — оповідання жахів американського письменника Говарда Лавкрафта, написане між жовтнем 1921 та червнем 1922 року та вперше був опублікований у лютому-липні 1922 року в аматорському виданні «Home Brew».
В оповіданні вперше згадується вигаданий Лавкрафтом Міскатонікський університет. Це також одне з перших зображень зомбі як науково реанімованих трупів, що мають тваринний і неконтрольований темперамент.

## Сюжет

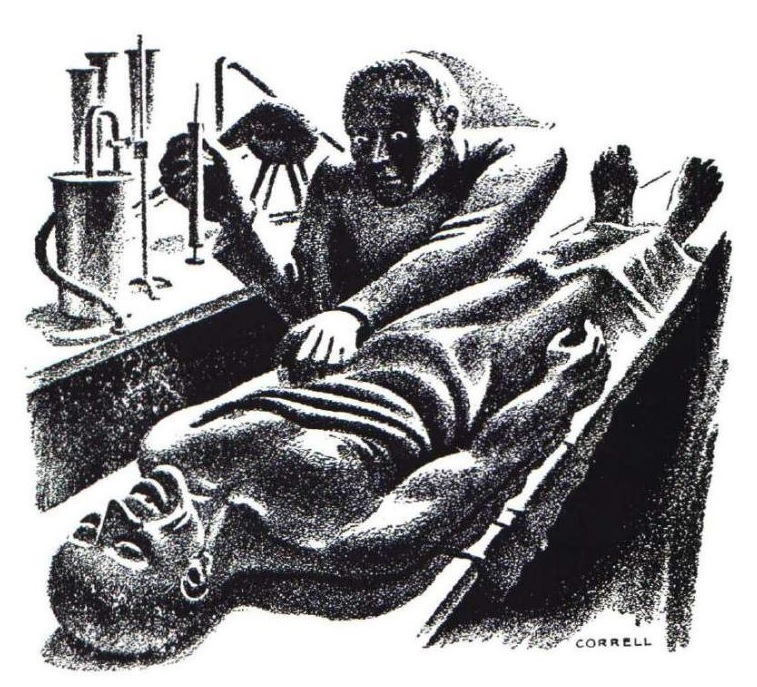
Герберт Вест за роботою. Ілюстрація Коррелла, опублікована в журналі Weird Tales, вересень 1942 року.

### I: У тіні
Оповідач, лікар, який навчався в одній медичній школі з однойменним персонажем, повідомляє про нещодавнє зникнення Герберта Веста. Тепер він нарешті може стати свідком божевілля свого однокурсника і висловити весь жах його вчинків.
Далі він розповідає про те, як познайомився з Вестом і як його новий друг зачарував його своїми теоріями про життя, теоріями про те, що людське тіло — це просто складна органічна машина, яка за допомогою правильних інгредієнтів може бути «відроджена» після смерті. Спочатку Вест намагався довести свою гіпотезу, використовуючи морських свинок, кроликів, котів тощо, але не отримав переконливих результатів. Оскільки його кінцевою метою була реанімація людини, він зрозумів, що повинен проводити свої випробування на людях, оскільки сироватка для кожного виду тварин була різною.
Вест і оповідач таємно викрадають обладнання з університету і облаштовують майстерню в покинутому фермерському будинку. Спочатку вони платять чорношкірим, щоб ті розкопали могили і привезли тіла, але жодна спроба не вдається. Вест приходить до висновку, що це через «низьку якість» зразків. Тоді двоє героїв вирушають розкопувати могили самі, попередньо читаючи газетні некрологи, щоб знайти якомога свіжіші тіла. Вони знаходять тіло робітника, який потонув того ж дня. Вони відвозять його на ферму і роблять йому ін'єкцію, але нічого не відбувається. Тоді, коли Вест і оповідач готують інший розчин для другої спроби, в кімнаті, де вони залишили тіло, лунають нелюдські, жахливі крики, і вони тікають у ніч. У сум'ятті вони кидають ліхтар і розпалюють вогонь. Вест і оповідач припускають, що тіло згоріло назавжди разом з будівлею.
Незважаючи на ретельне розрівнювання землі двома супутниками, наступного дня газети згадують про могилу, жорстоко розграбовану вночі, очевидно, диким звіром з кігтями.

### II: Демон чуми
Минув рік відтоді, як Вест і оповідач воскресили свою першу смерть. Після пожежі Вест не зміг провести багато експериментів. Крім того, декан університету, доктор Голсі, не дозволив йому утилізувати людські трупи в університетській препарувальній лабораторії, тож його дослідження не могли просуватися вперед. Але влітку спалахує епідемія висипного тифу. Двох друзів викликають на допомогу вмираючим жертвам. Вест, тепер постійно оточений трупами і вмираючими людьми, починає вводити свою нову сироватку пацієнтам; ефект невеликий: лише кілька пар очей знову відкриваються. Зрештою, Дін Гелсі помирає від тифу, і з «поваги» до нього Вест краде його тіло, щоб реанімувати його. Вони з оповідачем забирають його до своєї кімнати (у пансіонаті) і вводять йому нову сироватку. Гелсі оживає, але в новому стані виявляється надзвичайно жорстоким звіром. Він вибиває з ладу Веста і оповідача, а потім, увірвавшись до кількох будинків Аркхема, вбиває вісімнадцять осіб (деяких з яких частково з'їдає), перш ніж його затримує поліція. Вбивцю-канібала зачиняють у божевільні Сефтона.

### III: Шість пострілів у місячному сяйві
Тепер ліцензований лікар, Вест і оповідач переїжджають до Болтона, маленького містечка в Новій Англії, де купують будинок біля цвинтаря. Однієї ночі їх забирають: Бак Робінсон, чемпіон з боксу серед чорношкірих з Гарлема, загинув у підпільному, а отже, нелегальному бою. Люди, які керували букмекерською конторою, домовилися, що Вест подбає про тіло, таким чином знімаючи з них будь-які звинувачення у вбивстві. Чемпіону ввели сироватку, але нічого не сталося, і двоє лікарів поховали його в невеликому лісі. Через кілька днів з'являється інформація про зникнення дитини. Мати помирає після нападу істерики, а батько намагається вбити Веста за те, що той не зміг її врятувати. Тієї ночі Вест і оповідач здивовано чують шкрябання у задніх дверях свого будинку. Вони відчиняють їх і стикаються з боксером: він весь у багнюці, а з його рота звисає дитяча рука. Вест розряджає в нього магазин револьвера.

### IV: Плач мертвих
Пізніше оповідач повертається з відпустки і знаходить у себе вдома ідеально збережене тіло чоловіка. Вест пояснює, що за його відсутності він працював над бальзамувальною рідиною, яка консервує тіло, щойно її впорскують; введена таким чином у момент смерті, рідина навіть запобігає розкладанню. Потім Вест розповідає, що йдеться про тіло комівояжера, який помер від серцевого нападу під час аускультації. Оскільки він помер у нього на очах, Вест зміг негайно ввести рідину. Потім він дочекався, коли оповідач повернеться, щоб оживити його. Потім він ввів йому останню сироватку, і ознаки життя поступово з'явилися. Коли оповідач розпитує чоловіка, реанімований виглядає послідовним і раціональним. Перед тим, як знову померти, він починає кричати, розкриваючи, що саме Вест вбив його.

### V: Жах із тіней
З часу попередніх подій минуло п'ять років, і Вест пішов до армії, щоб отримати більше тіл. Тепер він — медичний офіцер у Фландрії часів Першої світової війни і поставив собі нову мету: ізолювати частини тіла і реанімувати їх незалежно одна від одної, щоб довести свої ідеї про механічний аспект життя. На полі бою під Віве-Сент-Елуа Вест подружився зі своїм старшим офіцером, майором сером Еріком Морлендом Клепхемом-Лі, який також був лікарем, і поділився своїми методами реанімації, які зачарували майора. Невдовзі літак майора збивають, а сам він гине в авіакатастрофі. Вест негайно взявся до роботи. Клепхем-Лі був майже повністю обезголовлений. Вест робить йому ін'єкцію в груди, а потім кладе голову в лоток. Тіло повертається до життя і починає сіяти хаос, коли він знову переживає місце аварії. Голова Клепхем-Лі в іншому кінці кімнати починає кричати (до іншого пасажира літака): "Стрибай, Рональде, заради Бога, стрибай! Саме тоді будівлю бомбардують. Вест і оповідач виживають, але не знаходять тіла офіцера. Вони припускають, що він випарувався під час вибуху, хоча після цього Вест зробив кілька дивних заяв про людину без голови.

### VI: Легіони гробниць
Через рік після повернення з війни оповідач розповідає про те, як Вест починає хворіти на деменцію і переїжджає до будинку, безпосередньо пов'язаного з давньою системою катакомб, які слугували гробницями для перших поселенців з Англії. Одного вечора, читаючи газету за попередній день, Вест натрапляє на статтю, що описує низку дивних подій за участю чоловіка у восковій масці (чи голові?), ватажка трупи, яка спричинила серйозний бунт у психіатричній лікарні Сефтона. Ватажок мав при собі валізу. Він і ті, хто був з ним, вимагали побачення з «вбивцею-людожером» (Хелсі), який був замкнений там протягом 16 років. Свідки розповідають, що голос ватажка лунав не з його губ, оскільки вони були зроблені з воску і не могли рухатися; вони думали, що мають справу з чревовещателем, який начебто говорив з валізи (в якій, як читач розуміє, була його голова). Коли зловмисникам забороняють бачити вбивцю, вони прориваються всередину, вбивають кількох охоронців, сильно кусають інших і звільняють Гелсі. Прочитавши статтю, Вест впадає в майже кататонічний стан, аж поки не дзвонить у двері. Йдучи відчиняти, оповідач бачить групу дивних людей. Один з них передає йому велику коробку (на якій написано «Від Еріка Морленда Клепхема-Лі, Сент-Елої»), щоб він передав її Весту. Вест відмовляється її відкривати і наполягає на тому, щоб її спалити. Тож вони спускаються до підвалу і знищують об'єкт. Тоді жахливі та гротескні істоти — які, як розуміє читач, є «результатом» усіх сімнадцяти років експериментів Веста — проникають до підвалу, руйнуючи стіну, що відокремлює його від катакомб. Істоти не розправляються з оповідачем, а нападають на Веста і розривають його на шматки. Зрештою, ватажок, який, звісно ж, не хто інший, як майор Клепхем-Лі, обезголовлює труп, а потім забирає тіло і голову зі своєю «армією» назад до підземелля за стіною. Згодом оповідач мало що розповідає поліції про зникнення свого друга, а тому, що він довіряє, не вірять, оскільки стіни підвалу здаються неушкодженими. Його вважають маніяком-убивцею, і, ймовірно, замкнуть у психлікарні «Сефтон» (хоча в тексті це лише передбачається).

## Персонажі

### Герберт Вест
Він — творець спеціального розчину, «реагенту», який може воскрешати мертвих. Він геніальний, самозакоханий і аморальний за своєю природою — характеристики, які в повній мірі відображені у фільмі 1985 року. Зрештою, його зарозумілість і неповага до життя (і смерті) призведуть до його падіння.

### Оповідач
Єдиний друг Веста, він знайомиться з ним в університеті і майже поклоняється йому, а експерименти Веста наповнюють його жахом. Проте з часом, коли експерименти Веста стають дедалі більш ганебними, а сам він, здається, втрачає інтерес до науки і вдається до чистого збочення, оповідач починає боятися його і поводиться як раб, який боїться покинути свого «господаря».

### Ерік Клефам-Лі
Він є офіцером перших двох героїв під час Першої світової війни. Оскільки оповідач не знає його, ми дізнаємося про нього небагато, окрім того, що він поділяє збочене захоплення Веста смертю і воскресінням. Після його смерті Вест вирішує «вшанувати» його, відрізавши йому голову і спробувавши повернути його тіло до життя. Після першого успіху експеримент зазнає невдачі, оскільки тіло, здається, здатне посилати сигнали обезголовленій голові, яка нібито приходить до тями. З восковою головою на плечах і своєю справжньою головою у валізі небіжчик проводить наступний рік у пошуках тих, хто був об'єктом експериментів Веста. Врешті-решт вони нападають на нього в помсту, розриваючи його тіло на частини, а Клепхем-Лі відриває йому голову.

## Навіювання
Згідно з тим, що він писав у своїх листах, Лавкрафт хотів зробити пародію на Франкенштейна Мері Шеллі і навмисне описував жорстокі та макабричні сцени.

## Критики
Сам автор, який писав різні епізоди «Герберта Веста» в той час, коли йому були потрібні гроші, ненавидить їх і вважає нісенітницею. У своєму листуванні він говорить, що не задоволений тим, що робить, і зізнається, що його мотивують лише п'ять доларів, які він отримує за кожну серію. Він також не любить писати напружену кінцівку для кожного епізоду, оскільки це суперечить його методам роботи.